# Wolfstein (Stromberg)

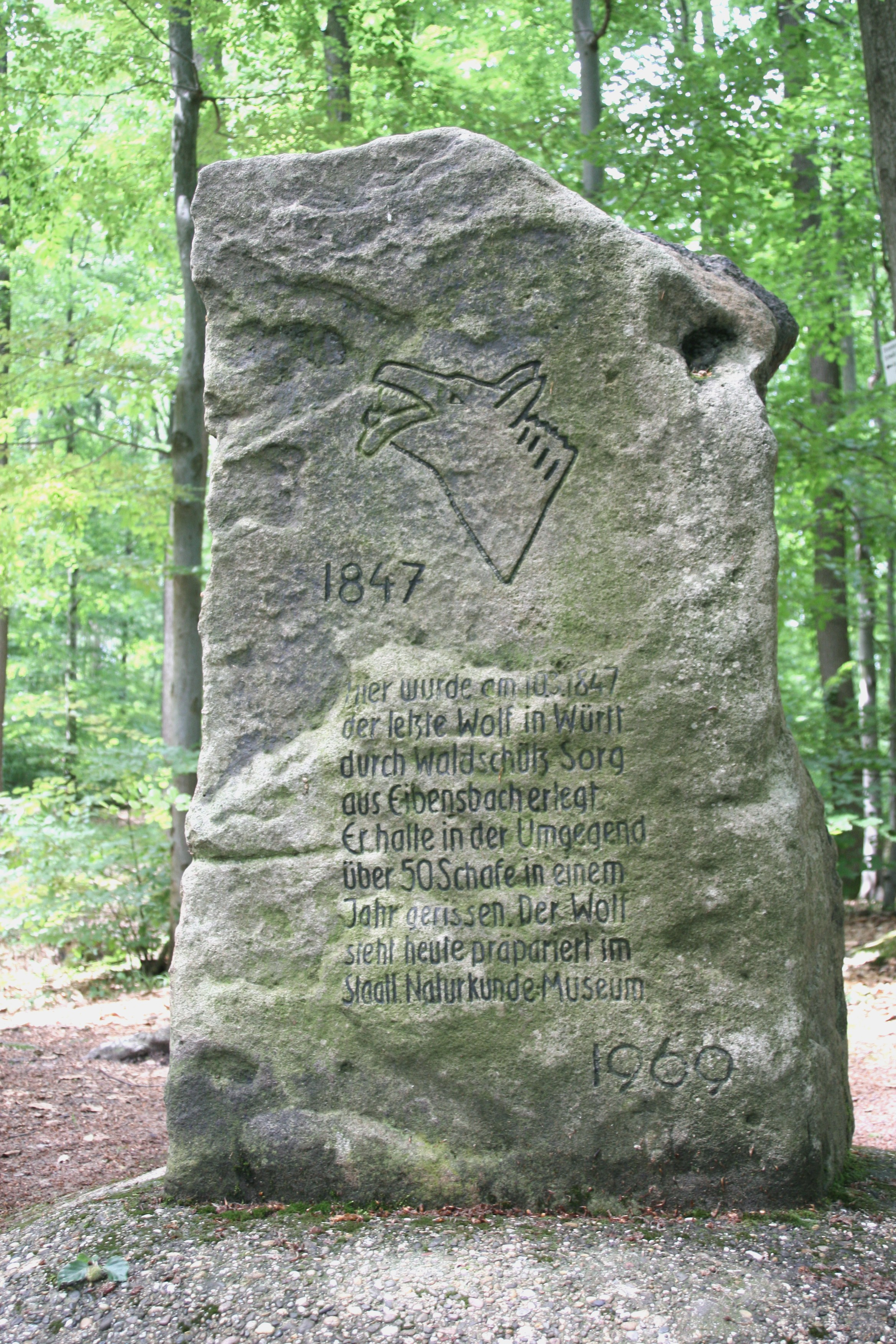
Wolfsstein im Naturpark Stromberg-Heuchelberg

Der Wolfstein im Stromberg ist ein Denkmal mit einer Gedenkinschrift für den letzten in Württemberg erlegten Wolf. Er befindet sich im Wald zwischen dem Sachsenheimer Ortsteil Spielberg und Cleebronn. Er erinnert an die Jagd auf das „Untier“, welches innerhalb eines Jahres 50 Schafe gerissen haben soll. Durch Spuren im Schnee konnte der Wolf am 10. März 1847 aufgespürt und erschossen werden. Anschließend wurde der Wolf ausgestopft und ist heute im Naturkundemuseum Stuttgart ausgestellt.

## Geschichte
Der besagte Wolf wurde bereits seit 1845 beobachtet. Er stammte wohl aus den großen Wolfsbeständen der Vogesen und des Elsaß und war zunächst bei Ditzingen-Heimerdingen für zahlreiche gerissene Schafe verantwortlich. Dann wurden Wildschäden in Hohenhaslach, Mühlacker, Leonberg, Tamm und Eglosheim bekannt. Im August 1846 sah man den Wolf bei Schützingen und Zaisersweiher, wo er ein Dutzend Schafe riss. Im Januar 1847 überfiel das Tier eine Schafherde bei Tamm. Für die Erlegung des Tieres wurden zunächst 15, später 75 Gulden Belohnung ausgeschrieben. Man errichtete außerdem auch erfolglos einige Wolfsgruben. Nachdem der Wolf dann in Hohenhaslach und Spielberg gesichtet worden war, ordnete das Forstamt in Bönnigheim am 10. März 1847 eine Treibjagd an, zu der Boten acht Schützen und über 100 Treiber zusammenriefen. Nach zwei Fehlschüssen erlegte schließlich Waldschütz Sorg aus Eibensbach den Wolf aus einer Entfernung von 25 Schritten. Das angeschossene Tier lief noch einige Meter in eine Kiefernschonung, wo es dann aber verendete. Der Schütze bekam die ausgelobte Belohnung ausbezahlt. Der tote Wolf wurde nach Bönnigheim gebracht und noch kurz im Gasthaus Krone zur Schau gestellt, bevor er noch am selben Tag ins Naturalienkabinett nach Stuttgart (heutiges Naturkundemuseum Schloss Rosenstein) gebracht wurde, wo man ihn präpapierte und bis heute aufbewahrt.
Der 1969 an der Stelle der erfolgreichen Jagd aufgestellte Stein ist einer von etwa 30 Wolfssteinen in Deutschland. Er zeigt einen Wolfskopf mit heraushängender Zunge und zwischen den Jahreszahlen 1847 und 1969 die Inschrift:
„Hier wurde am 10.3.1847

der letzte Wolf in Württ.

durch Waldschütz Sorg

aus Eibensbach erlegt.

Er hatte in der Umgegend

über 50 Schafe in einem

Jahr gerissen. Der Wolf

steht heute präpariert im

Staatl. Naturkunde-Museum“